# Jewish Theological Seminary of America
Pour les articles homonymes, voir JTS (homonymie).
Le Jewish Theological Seminary of America (Séminaire théologique juif des États-Unis), connu sous l'acronyme JTS est un établissement privé d'enseignement supérieur religieux de New York, qui fait partie des principaux centres universitaires du mouvement Massorti. Avec l'American Jewish University de Los Angeles, le Seminario Rabínico Latinoamericano de Buenos Aires et le Schechter Institute of Jewish Studies de Jérusalem, il constitue ainsi l'un des principaux séminaires rabbiniques du mouvement. Il fut créé en 1886, et son nom est dû à l'ancien « Séminaire théologique juif » (Jewish Theological Seminary) de Breslau (ville alors en Allemagne et aujourd'hui en Pologne) qui a disparu depuis.
Il regroupe cinq institutions d'enseignement : l'Albert A. List College of Jewish Studies (List College), qui est affilié à l'université Columbia et offre des doubles programmes jumelés de bachelors degree avec à la fois le Columbia and Barnard College, la Graduate School, la William Davidson Graduate School of Jewish Education, la H. L. Miller Cantorial School and College of Jewish Music, et la Rabbinical School.

## Historique

### Le Séminaire théologique juif de Breslau
Le rabbin Zacharias Frankel (1801-1875) appartenait à son époque à l'aile traditionaliste du mouvement du Judaïsme réformé qui en était à ses débuts. Après la deuxième Conférence rabbinique réformée (à Francfort en Allemagne en 1845), il démissionna après s'être persuadé que les positions prises étaient trop radicales. En 1854, il devint le chef d'une nouvelle école rabbinique, le Séminaire théologique juif de Breslau. Dans son opus magnum, qui porte le nom de Darkhei HaMishnah (Les Voies de la Michna), il recueillit les témoignages des érudits qui montraient que la Halakha n'est pas statique, mais au contraire n'a jamais cessé d'évoluer pour répondre aux changements des circonstances. Il appela son approche du judaïsme « approche historico-positive », ce qui signifiait que l'on doit accepter comme normatives la loi juive et la tradition, mais qu'il faut être ouvert à l'évolution et au développement de la loi au cours de l'histoire de la même manière que le judaïsme a toujours évolué historiquement.

### Le judaïsme historico-positif en Amérique
C'est vers cette époque que le rabbin Sabato Morais se fit en Amérique le champion de la réaction américaine à la réforme. Il avait été à un moment un des porte-paroles des modérés au sein de la coalition des réformateurs. Opposé à des changements trop radicaux, il restait ouvert à des changements modérés qui n'offenseraient pas les sensibilités traditionnelles. Après que le mouvement de réforme eut publié le Programme de Pittsburgh, le rabbin Morais reconnut l'inutilité de ses efforts et il commença à mettre sur pied une nouvelle école rabbinique à New York City. Il fut bientôt rejoint par le rabbin Alexander Kohut et le rabbin Bernard Drachman, qui tous deux avaient reçu leur semikha au séminaire du rabbin Frankel à Breslau. C'est d'après ce séminaire qu'ils élaborèrent le programme et la philosophie de la nouvelle école. Le premier diplômé à être ordonné fut le rabbin Morris Mandel qui alla diriger l'Adas Israel Congregation à Washington.
En 1902, le professeur Solomon Schechter assuma la présidence du JTS. Dans une série d'articles il élabora une idéologie pour le mouvement en train de naître. En 1913, il présida la création de la United Synagogue of America (dont le nom fut changé en 1991 pour devenir United Synagogue of Conservative Judaism). Parmi les plus importants professeurs au Séminaire on trouvait à l'époque des sommités comme Saul Lieberman, Alexander Marx, Louis Ginzberg, Louis Finkelstein.
En 1930, l'organisation fit construire un nouveau siège pour la 122e rue et Broadway dans un style néo-colonial, avec une tour au coin. Les architectes étaient Gehron, Ross et Alley.
Entre 1940 et 1985, le Jewish Theological Seminary produisit une émission radio-télévisée appelée The Eternal Light. Diffusée le dimanche après-midi, elle faisait venir des personnalités juives célèbres comme Chaïm Potok et Elie Wiesel. Ces émissions ne comprenaient pas de prédication ni de prière, mais on y parlait d'histoire, de littérature et de problèmes sociaux pour étudier le judaïsme et les fêtes juives d'une manière qui fût accessible aux personnes de n'importe quelle religion.

## Admission des étudiants LGBT
Depuis mars 2007, le Jewish Theological Seminary accepte les étudiants ouvertement gays dans ses programmes préparant aux fonction de rabbins et de hazzans (les trois autres écoles du séminaire avaient accepté la même politique de non-discrimination avant cette date). Une annonce, d'abord sur le site de l'école, puis rapportée par la presse a fait savoir l'admission et l'ordination des étudiants homosexuels pour le rabbinat et le hazzanat.

« Un séminaire juif conservative de New York a décidé d'admettre les gays et les lesbiennes qui veulent devenir rabbins et chantres, mais a refusé de se prononcer sur la présence de rabbins lors des mariages entre personnes du même sexe.
Le Jewish Theological Seminary a annoncé sa décision la veille, plus de trois mois après que le Comité de l'Assemblée rabbinique chargé de la Loi et des normes juives eut autorisé l'ordination des homosexuels et des lesbiennes. »

En mars 2008, le JTS a organisé un programme d'une journée intitulé Hazak Hazak V'Nithazek: Celebrating Strength Through Inclusion (Célébration de la force par l'intégration), pour marquer le premier anniversaire de la décision du chancelier Eisen d'admettre les étudiants gais et lesbiennes dans les écoles de rabbins et de hazzans. Un sondage réalisé avant la décision du chancelier Eisen a indiqué que 58 % des étudiants rabbiniques soutenaient ce changement dans la politique d'admission. Certains étudiants qui s'y opposaient ont déclaré qu'ils se sentaient exclus du programme de cette journée car il ne reconnaissait pas suffisamment le pluralisme parmi les étudiants.